# Janysett McPherson
Pour les articles homonymes, voir Estefan.
Janysett McPherson (née le 22 mars 1979 à Guantánamo,) est une chanteuse, pianiste et compositrice de jazz cubaine.

## Biographie
Influencée par la grande école des pianistes cubains Ernesto Lecuona, Bola de Nieve et Chucho Valdés, Janysett McPherson commence sa carrière à Cuba récompensée par le Prix Adolfo Guzmán (en) (équivalent d'une Victoire de la musique). Elle collabore sur scène et en studio avec, entre autres, l'Orchestra Anacaona, Manolito Simonet, Tata Güines, Miles Peña, Omara Portuondo et l'Orchestre Buena Vista Social Club, etc. Elle s'installe ensuite en France où elle sort deux albums sous son nom, le premier - Tres almas, avec la participation de Didier Lockwood, Andy Narell, Michel Alibo, Nicolas Folmer, et bien d'autres,. Son second album Blue Side Live, tout comme Tres Almas en 2013, lui vaut d'être nommée aussi en 2014 à l'Internacional Cubadisco 2014 (l'équivalent du MIDEM au marché latin international, à La Havane). Elle est régulièrement invitée dans les clubs de jazz parisiens les plus emblématiques tels que  Le Duc des Lombards, le Sunset-Sunside, Le Petit Journal Montparnasse, etc.
En 2013, Janysett McPherson ouvre le Nice Jazz Festival en invitée spéciale du Nice Jazz Orchestra conduit par Pierre Bertrand. Elle se produit par ailleurs régulièrement dans divers festivals, centres culturels et lieux de spectacles en France et a l'étranger,,.
Le 15 juin 2017, elle s'est produite pour un concert avec son quartet au Festival International Percfest de Laigueglia (Italie). Le 5 juillet 2017, elle est invitée avec Maceo Parker et Dee Dee Bridgewater au Festival des jazz de Saint-Raphaël. Le 25 janvier 2018, Janysett McPherson et Orlando « Maraca » Valle se sont produits en concert à l'Auditorium Joseph Kosma, dans le cadre du premier Festival de la chanson française à Nice. Toujours en 2018, elle participe à divers jazz festivals dont The Academy for the Performing Arts (Trinidad & Tobago), en solo, et avec son nouveau projet invité Mino Cinelu, au Festival Ateliers Jazz de Meslay Grez, au Grenoble Jazz Festival, également au Festival international de Jazz de San Remo (Uno Jazz San Remo), featuring Andy Narell,,.
Le 26 juin 2021 McPherson a présenté en concert à Milan l'album Solo Piano, à l'occasion de la dixième édition du Festival de piano organisé par Piano City Milano.

## Discographie
- 2009 : Participation à la compilation A la Costa Sud
- 2009 : Live in studio (JD Music)
- 2011 : Tres Almas (Crystal Records)[2]
- 2014 : Blue Side Live (JD Music)
- 2016 : Dis 1. 4. Raf (avec Andy Narell) (Listen 2 Entertainment Group)
- 2020 : Solo Piano (Jazzit)